# The Great Pretender
Singles de The Platters
Only You (And You Alone)
(1955) I Need You All The Time
(1955)
The Great Pretender est une chanson du groupe The Platters sortie en single le 3 novembre 1955. Freddie Mercury reprend en solo la chanson en 1987. 

## Historique
The Great Pretender est enregistrée en septembre 1955 par The Platters, avec le ténor Tony Williams au chant principal. Les paroles et la musique ont été écrites par Buck Ram, le manager et producteur des Platters, qui était un auteur-compositeur à succès avant de passer à la production et à la gestion. La chanson atteint la 1re place du palmarès Top 100 du magazine Billboard et le no 5 des charts britanniques. Les Platters interprètent The Great Pretender et Only You en 1956 dans le film musical Rock Around the Clock.
La chanson est reprise par un certain nombre de chanteurs, notamment par Stan Freberg, Roy Orbison, The Righteous Brothers, The Band, Raul Seixas, Dolly Parton, Adriano Celentano et Demis Roussos. La version de Freddie Mercury atteint la 4e place au Royaume-Uni en 1987. La reprise de la chanson par Sam Cooke est réputée avoir inspiré Chrissie Hynde pour nommer son groupe The Pretenders. En Australie, la reprise enregistrée par le chanteur Jimmy Parkinson se classe 9e du hit-parade en 1956.
En 2002, la version originale des Platters reçoit le Grammy Hall of Fame Award.
En 2004, la chanson est classée 351e dans la liste des « 500 plus grandes chansons de tous les temps » du magazine Rolling Stone.

## Classements hebdomadaires

### Version des Platters
| Classement (1955-57)                    | Meilleure place |
| --------------------------------------- | --------------- |
| Australie (Kent Music Report)           | 1               |
| Belgique (Flandre Ultratop 50 Singles)  | 5               |
| Belgique (Wallonie Ultratop 50 Singles) | 3               |
| États-Unis (Billboard Top 100)          | 1               |
| Pays-Bas (Single Top 100)               | 1               |
| Royaume-Uni (UK Singles Chart)          | 5               |

### Version de Freddie Mercury
| Classement (1987-93)                       | Meilleure place |
| ------------------------------------------ | --------------- |
| Allemagne (Media Control AG)               | 26              |
| Autriche (Ö3 Austria Top 40)               | 26              |
| Belgique (Flandre Ultratop 50 Singles)     | 6               |
| France (SNEP)                              | 13              |
| Irlande (Irish Recorded Music Association) | 2               |
| Italie (FIMI)                              | 19              |
| Nouvelle-Zélande (RMNZ)                    | 5               |
| Pays-Bas (Single Top 100)                  | 11              |
| Royaume-Uni (UK Singles Chart)             | 4               |
| Suède (Sverigetopplistan)                  | 14              |
| Suisse (Schweizer Hitparade)               | 15              |